# Бабошкіна Віра Юдівна
Віра Юдівна Бабошкіна (1911—1961) — доярка, Герой Соціалістичної Праці (1958).

## Біографія
Віра Бабошкіна народилася 20 серпня 1911 року в селі Устьє (нині — Сичовський район Смоленської області). З раннього віку почала працювати, була батрачкой, потім працювала в батьківському господарстві. Закінчила два класи школи. На початку 1930-х років вступила в колгосп. Деякий час проживала в Ленінграді, де працювала на будівництві; в 1935 році повернулася на батьківщину. Працювала дояркою на молочнотоварній фермі колгоспу. У роки Другої світової війни перебувала в окупації, після звільнення брала участь у відновленні зруйнованого сільського господарства.
Працюючи дояркою в радгоспі «Сичівка», Бабошкіна досягла рекордних надоїв молока — по 5-6 тисяч кілограмів від кожної закріпленої за нею корови щорічно.
Указом Президії Верховної Ради СРСР від 10 березня 1958 року за досягнуті успіхи у розвитку тваринництва, збільшення виробництва і заготівель молока" Віра Бабошкіна удостоєна високого звання Героя Соціалістичної Праці з врученням ордена Леніна і медалі «Серп і Молот».
Неодноразово брала участь у ВДНГ СРСР, нагороджена шістьма медалями. Займалася громадською діяльністю, обиралася до райради народних депутатів. Померла 15 лютого 1961 року, похована в Сичовці.